# Anacleto, agente secreto
Anacleto, agente secreto és un personatge de ficció d'una sèrie de còmics creada per Manuel Vázquez Gallego a mitjans els anys 60 per a les revistes de l'Editorial Bruguera, i protagonitzada pel personatge homònim.
La primera aparició del personatge es va produir al número 1.753 de la revista de l'editorial Bruguera, Pulgarcito, publicat el 7 de desembre de 1964.
La sèrie és una paròdia de les novel·les i pel·lícules d'espies, la primera realitzada a Espanya. Segons alguns, el model d'Anacleto seria James Bond, el que es pot veure ja des de la seva primera aparició amb el seu vestuari i el típics enginys per espies; el mateix Vázquez, no obstant això, va assegurar en una ocasió que s'havia basat en Maxwell Smart, el protagonista de la sèrie televisiva Superagent 86, personatge posterior a la seva creació que hauria influït en l'evolució del personatge i l'humor de la sèrie.
Anacleto, fa un ús continuat de tots els gags relacionats amb el gènere d'espies: missatges secrets, microfilms, agents dobles, etc.
Anacleto es va publicar en diverses revistes de Bruguera, com Pulgarcito, El DDT, Din Dan, Gran Pulgarcito, Mortadelo i Super Pulgarcito, amb posteriors reedicions del material a nombroses capçaleres.

## Vida quotidiana
El protagonista és un home jove, de pèl negre, amb una característica mapa de cabell al serrell i nas allargat. Vesteix vestit negre amb camisa blanca i corbata de llaç. A la boca té permanentment una cigarreta.
Un dels temes recurrents de la sèrie és la relació d'Anacleto amb el seu cap. Aquest mana a Anacleto a les missions més difícils, de les quals ix freqüentment malament, i li nega sistemàticament les bestretes que el seu subordinat li sol·licita una vegada i una altra; per la seua banda, Anacleto procura enganyar al seu cap sempre que pot. Aquest és l'aspecte de la sèrie que pren un biaix més costumista, i fins i tot de lleu crítica social.
Els decorats, majoritàriament urbans, són minimalistes i esquemàtics, com és freqüent a l'escola Bruguera. L'altre escenari freqüent és el desert, especialment el del Gobi; acudir allí per a realitzar alguna missió és la fòbia principal del protagonista, que assetjat per la sed només que veu miratges en els que cau i menysprea el quiosquet real, en el cas de poder usar-lo solament aconsegueix dos entrepans d'anxoves i en última instància al demanar l'anhelada cervesa el quiosquet tanca per qualsevol motiu i es queda encara més assedegat. En segon lloc trobem les missions a muntanyes altíssimes que al final estan dotades d'ascensor.
També és habitual veure un o diversos taurons perseguint Anacleto en les missions que tinguin el mar com escenari.

## Personatges secundaris
L'altre personatge de la sèrie és el cap d'Anacleto, gros, amb el cap absolutament calb i ulleres. Per a marcar iconogràficament la diferència de status, el cap fuma gruixuts cigars. Ocasionalment apareix el Professor Bor.
En diverses ocasions el dolent de la historia és el mateix autor, sota el nom de el malvado Vázquez.

## Autors
L'únic autor acreditat d'aquest personatge es Manuel Vázquez Gallego. Aquest dibuixant firmava les seves pàgines amb la fórmula by Vazquez (per Vazquez). A partir de 1972 la producció de Vázquez es va reduir i un equip apòcrif d'autors encapçalat per Blas Sanchís crearien noves històries del personatge.

## Trajectòria editorial

### Evolució
La sèrie es va començar a publicar a la revista Pulgarcito, presentant un personatge calb i amb un aspecte menys estilitzat que el que apareixia poc després. Després d'aquesta primera aparició reapareix quatre mesos després ja amb cabell a la mateixa revista i un estil més simpàtic. En aquests primers temps treballava per un "cap suprem" corpulent que sempre que apareixia ho feia entre ombres.
La seva veritable arrancada es va produir a la revista DDT a partir de 1967. La sèrie es desenvolupava normalment en episodis d'una o dues pàgines, però també van aparèixer episodis de fins a 12 pàgines a Gran Pulgarcito i Super Pulgarcito, el que permetia un major desenvolupament argumental, però el que predominava era el surrealisme, que mostrava la imaginació de l'autor. Anacleto també va protagonitzar una infinitat de portades, la majoria a la segona època de Súper Pulgarcito, encara que moltes d'elles apòcrifes.
Amb el típic flux continu de Vázquez es van publicar històries realitzades per la mà del mateix autor en diferents èpoques, publicant històries noves, reedicions i històries apòcrifes fins al tancament de l'editorial a 1986. Encara hi va haver una darrera aparició d'Anacleto dibuixada per Vázquez el 1995, al número 5 del fanzine Espuma, en una clara subversió del personatge, on practicava sexe explícit amb uns altres populars personatges de l'autor: Las hermanas Gilda.

### Logotips
Durant la seva trajectòria va tenir diferents logotips, començant per una sencilla rotulació en majúscules del nom d'anacleto i mentre apareixia en minúscules agente secreto. A Pulgarcito nº1769 ja es veu la primera evolució, al col·locar la T més alta que la e precendent i la o següent, i amb la part superior per sobre d'aquestes lletres als següents números, fins a arribar a Pulgarcito nº1773 en que a més la N també té una barra per sobre de l'a següent. Aquest logo va ser bastant utilitzant als primers temps sense arribar a ser exclusiu.
Posteriorment es van utilitzar logos que integraven la il·lustració amb el lettering, en les que apareixia el personatge d'Anacleto a un costat d'un antifaç i les paraules agente secreto a l'altre, a Anacleto dins la primera a del seu nom disparant una diana a la seva darrera lletra o movent una pistola rápidament i sorprenent-se quan aquesta es desmunta.

### Publicacions
- L'any és el corresponent a l'edició del primer número de la publicació.

| Publicació                  | Editorial              | Any                                 | Als Numeros | Notes                                                                 |
| --------------------------- | ---------------------- | ----------------------------------- | --- | --------------------------------------------------------------------- |
| Pulgarcito                  | Bruguera               | 1946                                | 1753 - ? | En aquest número es va publicar la primera historieta del personatge. |
| Tío Vivo                    | Bruguera               | 1961                                | Diversos |                                                                       |
| El DDT                      | Bruguera               | 1967                                | Diversos |                                                                       |
| Din Dan (II Epoca)          | Bruguera               | 1968                                | Diversos | II Epoca                                                              |
| Gran Pulgarcito             | Bruguera               | 1969                                | 68, 70, 71, Alm70, ExVer70 |                                                                       |
| Mortadelo                   | Bruguera               | 1970                                | 7-205, 208-218, 220-231, 234, 236-261, 267-268, 271, 274, 279, 282, 284-290, 292-295, 298-299, 302-306, 308-410, 414, 416-423, 425-426, 465-466, 468, 473-486, 488-489, 490, 492-494, 496-499, 501-514, 523-525, 527-543, 545-547, 550-560, 562, 567, 569-572, 579, 581-584, 586, 591-593, 595, 598, 600, 604-606, 608-609, 612-616, 618, 621, 624-628, 630-631, 633, 635-636, 640-641, ExCar71, ExPri71, ExVer71,Alm72, ExPri72, ExVer72, Alm73, ExPri73, ExVer73, Alm74, ExPri74, ExVer74, ExNav74, ExPri75, ExVer75, Alm76, ExPri76, ExVer76, Alm77, ExPri77, ExVer77, ExNav77, ExPri78, ExVer78, ExNav78, ExPri79, ExVer79, ExNav79, ExPri80, ExVer80, ExNav80, ExPri81, ExVer81, Ex25AniTve, ExCar82 |                                                                       |
| Super Pulgarcito            | Bruguera               | 1970                                | 2-59, 61-99, 101-126, 128-149, 151-152 |                                                                       |
| Alegres Historietas         | Bruguera               | 1970                                | 7, 9, 13, 19, 23 | Recopilació d'històries publicades                                    |
| Col·lecció Olé              | Bruguera i Ediciones B | 1971                                | 12, 41, 49, 69, 74, 154 | Recopilació d'històries publicades                                    |
| Magos del Humor             | Bruguera               | 1971                                | 8, 9, 3 | Recopilació d'històries publicades                                    |
| Super Tio Vivo              | Bruguera               | 1972                                | Diversos |                                                                       |
| Super Mortadelo             | Bruguera               | 1972                                | Diversos |                                                                       |
| Super DDT                   | Bruguera               | 1973                                | Diversos |                                                                       |
| Selecciones de OLE          | Bruguera               | 1973                                | 14 |                                                                       |
| Mortadelo Gigante           | Bruguera               | 1974                                | 1-2, 5 |                                                                       |
| Mortadelo Especial          | Bruguera               | 1975                                | 2-5, 7-12, 15-26, 29-30, 32-33, 35-46, 48-49, 52, 54, 61, 63-69, 71-78, 80-84, 87, 89, 91, 93-95, 97, 99-122, 125-126, 128-129, 133, 139, 142, 150, 157, 163, 165-168, 170, 184, 187, 192, 196, 210 |                                                                       |
| Super Sacarino              | Bruguera               | 1975                                | Diversos |                                                                       |
| Super Carpanta              | Bruguera               | 1977                                | 2-5, 7-8, 10, 12-14, 16, 18-26, 28-42, 44-54, 56 |                                                                       |
| Super Cataplasma            | Bruguera               | 1978                                | 1-3, 7-10, 12-16 |                                                                       |
| Super Rompetechos           | Bruguera               | 1978                                | 5, 12, 14 |                                                                       |
| Bruguelandia                | Bruguera               | 1978                                | 1-2, 4-7 |                                                                       |
| Pequeño Pais                | El País                | 1981                                | Diversos |                                                                       |
| Pepe Gotera y Otilio        | Bruguera               | 1985                                | 2-4 |                                                                       |
| Super López                 | Bruguera, Ediciones B  | 1985                                | 3, 12, 13, 15, 18, 19, 20, 23, 24, 25, 26, 27 |                                                                       |
| Gran Enciclopedia del cómic | Bruguera               | 1988                                | 5 |                                                                       |
| Gente menuda                | ABC                    | 1988                                | 162, 164-392, 394, 397-400, 403-432, 434-457, 462 |                                                                       |
| Espuma                      | Veleta                 | 1992                                | 5 |                                                                       |
| Col·lecció Olé (3ª época)   | Ediciones B            | 1993                                | 2, 5 | Recopilació d'històries publicades                                    |
| Super Humor Clasicos        | Ediciones,B            | 2005                                | 9 |                                                                       |
| Anacleto                    | 2009                   | R.B.A. Promotora de Ediciones, S.A. | 10 | Col·lecció: CLÁSICOS DEL HUMOR                                        |
| Lo mejor de Vázquez         | 2018                   | Penguin Random House                | 3 | Col·lecció: Lo mejor de                                               |

## Anacleto al cinema
A la pel·lícula El gran Vázquez, dirigida per Óscar Aibar, el personatge d'Anacleto apareix a diverses escenes. El treball va ser realitzat per l'empresa Espresso Animation i dirigit per Philip Vallentin.
Al setembre de 2015 es va estrenar la pel·lícula Anacleto: Agent secret, on el personatge era interpretat per Imanol Arias, dirigida per Javier Ruiz Caldera i amb guió de Fernando Navarro, Pablo Alén i Breixo Corral.